# تاريخ إدارة تكوين البرمجيات

مخطط يوضح كيفيّة تفاعل المستخدم مع برمجيَّة تطبيق على حاسوب مكتبيّ اعتيادي.

تاريخ إدارة تكوين البرمجيات يمكن اتباع تاريخ إدارة تكوين البرامج (SCM) في الحوسبة منذ خمسينات القرن الماضي، عندما كان يتم تطبيق CM (لإدارة التكوين) ، في الاساس لتطوير الأجهزة والتحكم في الإنتاج ، و لتطوير البرامج. 

## نبذة
اُجريت أول إدارة لتكوين البرنامج يدويًا على الأرجح.  في النهاية، كُتبت أدوات برمجية لإدارة تغيرات البرامج.  تميل سجلات التاريخ بالاستناد إلى الأدوات والشركات، وإعارة المفاهيم إلى مستوى ثانوي.

## الجدول الزمني
- أوائل الستينيات أو أواخر الخمسينيات من القرن الماضي: CDC UPDATE و IBM IEB_UPDATE.
- أواخر الستينيات وأوائل السبعينيات: أنتج البروفيسور ليون بريسور في جامعة كاليفورنيا ، سانتا باربرا فرضية حول التحكم في التغيير والتكوين. كان هذا المفهوم استجابة لعقد كان يعمل عليه مع مقاول الدفاع الذي صنع محركات طائرات للبحرية الأمريكية .
- أوائل السبعينيات: make يونكس .
- بحلول عام 1970 حُدث سي دي سي كمنتجًا متقدمًا.
- بحلول عام 1972: وصفة ورقة مختبرات بيل خوارزمية diff
- 1972 ، بورقة IEEE في 1975: نظام التحكم في كود المصدر، SCCS ، مختبرات مارك روشكيند بيل تمت برمجته في الأصل في SNOBOL لنظام التشغيل OS / 360 ؛ أٌعيد كتابتها لاحقًا في C لـ Unix (باستخدم فرق لمقارنة الملفات).
- سبعينيات القرن الماضي: عرضت شركة ليسلي بولاية إلينوي نظام pansophic Systems PANVALET، والذي كان نظامًا مبكرًا للتحكم في كود المصدر لسوق الحواسيب المركزية.
- 1975: نمت أعمال البروفيسور بريسور في النهاية إلى منتج متوفر تجاريًا يسمى التحكم في التغيير والتكوين (CCC) والذي تم بيعه بواسطة شركة SoftTool.
- نظام التحكم في المراجعة ( RCS ، والتر تيتشي).
- أوائل الثمانينيات: patch (حوالي عام 1985 ، لاري وول ).
- 1984: مساعد دي كامب
- 1986: نظام الإصدار المتزامن ( CVS ).
- 2000: بدأ التدمير من قبل CollabNet .
- أوائل العقد الأول من القرن الحادي والعشرين: أصبحت أنظمة التحكم في المراجعة الموزعة مثل BitKeeper و قوس GNU قابلة للتطبيق.

## خلفية
إلى ثمانينيات القرن الماضي، لا يمكن فهم اس سي ام إلا على أنه تطبيق سي ام  لتطوير البرمجيات. هناك بعض المفاهيم الأساسية مثل التعريف وخط الأساس (نقطة معرفة جيدًا في تطور المشروع) واضحة بالفعل، لكن هنالك ما كان على المحك وهو مجموعة من التقنيات الموجهة إلى السيطرة على النشاط، واستخدام العمليات الرسمية والوثائق ونماذج الطلبات ولوحات التحكم وما إلى ذلك.
فقط بعد هذا التاريخ تم تطبيق أدوات البرامج بشكل مباشر على أدوات البرمجيات التي تمثل الموارد الفعلية، وسمح لـ اس سي ام بالنمو بشكل مستقل (عن سي ام التقليدية).
في الواقع استخدام الأدوات المختلفة أدى إلى تأكيدات مميزة للغاية.
- سي ام التقليدية للبرمجيات , بالعادة حول إدارة التغيير , (امثلة : Continuus أو CVS أو ClearCase UCM)
- إدارة الخط الموجهة، بناءً على التصحيحات أو مجموع التغييرات.
- ركز على الكائنات المشتقة وإدارة البناء ( مثل : Base ClearCase / clearmake )